# Ges (muziek)

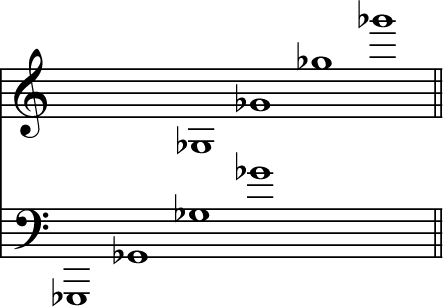
Notatie van de Ges

De Ges is een met een halve toon verlaagde G. Het is in de gelijkzwevende stemming dezelfde toon als de Fis (F#), een met een halve toon verhoogde F. 
De Ges wordt geschreven als G♭.

## Octavering
| Musicologische notatie | Helmholtznotatie | Octaafnaam           | Frequentie (Hz) |
| ---------------------- | ---------------- | -------------------- | --------------- |
| G♭-1                   | G♭,,,            | Subsubcontra-octaaf  | 11.562          |
| G♭0                    | G♭,,             | Subcontra-octaaf     | 23.125          |
| G♭1                    | G♭,              | Contra-octaaf        | 46.249          |
| G♭2                    | G♭               | Groot octaaf         | 92.499          |
| G♭3                    | g♭               | Klein octaaf         | 184.997         |
| G♭4                    | g♭′              | Eéngestreept octaaf  | 369.994         |
| G♭5                    | g♭′′             | Tweegestreept octaaf | 739.989         |
| G♭6                    | g♭′′′            | Driegestreept octaaf | 1479.978        |
| G♭7                    | g♭′′′′           | Viergestreept octaaf | 2959.955        |
| G♭8                    | g♭′′′′′          | Vijfgestreept octaaf | 5919.911        |
| G♭9                    | g♭′′′′′′         | Zesgestreept octaaf  | 11839.822       |